# Tone Haugen
Tone Haugen (* 6. Februar 1964 in Namsos) ist eine ehemalige norwegische Fußballspielerin. Als Nationalspielerin gewann sie einmal den Welt- und zweimal den Europameistertitel sowie die olympische Bronzemedaille.

## Spielerkarriere

### Vereine
Haugen spielte zunächst bis zum Ende der Spielzeit 1993 für den in Trondheim ansässigen Trondheims-Ørn SK in einer seit 1987 bestehenden eingleisigen Liga (ab 1995 Eliteserien, seit 2000 Toppserien). Danach begab sie sich nach Japan und kam dort für die Nikkō Shōken Dream Ladies in der Nadeshiko League Division 1, der höchsten Spielklasse, von 1994 bis 1996 zum Einsatz. In ihre Heimat zurückgekehrt, spielte sie ein zweites Mal für den Trondheims-Ørn SK, mit dem sie das Double gewann. Nach dem vermeintlichen und zwei Jahre andauernden Karriereende kehrte sie noch einmal in den Fußballsport zurück. Mit ihrer Zugehörigkeit zu Fortuna Ålesund wirkte sie für diesen in den Spielzeiten 2000 bis 2003 in der zweitklassigen 1. Divisjon. Im Jahr 1995 wurde sie mit der Olav-Statuette, der höchsten Auszeichnung des Trøndelager Sports, ausgezeichnet.

### Nationalmannschaft
Haugen bestritt für die Nationalmannschaft 87 Länderspiele, in denen sie 19 Tore erzielte. Ihr Debüt als Nationalspielerin gab sie am 30. Mai 1985 im niederländischen Drunen, in der Gemeinde Heusden in der Provinz Noord-Brabant, beim 1:1-Unentschieden im Freundschaftsspiel gegen die Nationalmannschaft der Niederlande. Exakt ein Jahr und drei Monate später erzielte sie in ihrem siebten Länderspiel am 30. August 1986 in Dänikon, beim 8:0-Sieg im Freundschaftsspiel gegen die Schweizer Nationalmannschaft, ihre ersten beiden Länderspieltore.
Ihre zwölf Jahre währende Karriere in der Nationalmannschaft beinhaltet drei Teilnahmen an den Turnieren um die Europameisterschaft, zwei um die Weltmeisterschaft und eine Teilnahme am olympischen Fußballturnier.
Mit ihrem zweiten und dritten Spiel in der EM-Qualifikationsgruppe 1 trug sie zur Qualifikation für die Finalrunde im eigenen Land bei. In diesem wurde sie im Halbfinale und im Finale jeweils im Osloer Ullevaal-Stadion am 11. und 14. Juni 1985 eingesetzt.
Mit ihren beiden Einsätzen am 9. und 11. Juli 1987 beim 4:0-Sieg über die Nationalmannschaft Chinas und beim 1:0-Sieg über die US-amerikanische Nationalmannschaft im Spiel um Platz 3 im Wettbewerb um den „Nordamerika-Cup“ in Blaine im Bundesstaat Maine, trug sie zur abschließenden Platzierung bei.
Für die in Deutschland ausgetragene Europameisterschaft 1989 kam sie zuvor in allen sechs Spielen der Qualifikationsgruppe 1 sowie im Viertelfinale in den beiden siegreichen Spielen gegen die Nationalmannschaft der Niederlande zum Einsatz. In der Finalrunde wirkte sie beim 2:1-Halbfinalsieg über die Nationalmannschaft Schwedens und der 1:4-Niederlage gegen die Nationalmannschaft Deutschlands mit.
In Agia Napa kam sie am 21., 23. und 25. März 1990 gegen die Nationalmannschaften Finnlands (1:0), Dänemarks (2:0) und Schwedens (1:1) im Rahmen des „Open Nordic Cup“ auf Zypern als Alternative zur Nordischen Meisterschaft, zum Einsatz. Sie gehörte auch der Mannschaft an, die auf der portugiesischen Halbinsel Tróia das nach dem Ort genannte Turnier (Siege gegen Dänemark, Finnland und Schweden) gewann.
Obwohl sie erneut alle sechs Spiele in der EM-Qualifikationsgruppe 3 bestritten hatte, gehörte sie in der Finalrunde nicht zum Kader, in der ihre Mannschaft abermals gegen die Nationalmannschaft Deutschlands am 14. Juli 1991 in Ålborg mit 1:3 n. V. ein Finale verlor. Vom 16. bis 30. November 1991 bestritt sie alle sechs Spiele der in der Volksrepublik China erstmals ausgetragenen Weltmeisterschaft; das erreichte Finale wurde mit 1:2 gegen die US-amerikanische Nationalmannschaft verloren. Vier Jahre später bestritt sie ebenfalls alle sechs WM-Spiele, einschließlich des mit 2:0 gewonnenen Finales gegen die Nationalmannschaft Deutschlands.
Im Jahr 1996 nahm sie am olympischen Fußballturnier teil und bestritt alle drei Spiele in der Gruppe F sowie das Spiel um Platz 3 am 1. August 1996 in Athens im Bundesstaat Georgia. Dieses wurde gegen die Nationalmannschaft Brasiliens mit 2:0 gewonnen. Es waren ihren letzten vier der insgesamt 87 Länderspiele.

### Erfolge
Nationalmannschaft
- Weltmeister 1995
- Finalist Weltmeisterschaft 1991
- Europameister 1987, 1993
- Finalist Europameisterschaft 1989, (1991 ohne Finalrundeneinsatz)
- Olympische Bronzemedaille 1996
- Dritter Nordamerika-Pokal 1987

Trondheims-Ørn SK
- Norwegischer Meister 1997
- Norwegischer Pokalsieger 1993, 1997

Nikkō Shōken Dream Ladies
- Japanischer Meister 1996

## Trainerkarriere
Ihr aktive Karriere beendete sie als Spielertrainerin von Fortuna Ålesund, der sie vier Spielzeiten zur Verfügung stand. In der ersten Spielzeit führte sie ihre Mannschaft zur Meisterschaft (16 S, 1 U, 1 N), verlor mit ihr jedoch die Qualifikation gegen Liungen IF und IF Fløya aufgrund der Tordifferenz; danach wurde dreimal in Folge die Zweitligaspielzeit auf Platz 6 abgeschlossen – Haugen trat daraufhin zurück.